# Stress chez le cheval
Le stress chez le cheval peut se manifester dans de nombreux contextes. Si le stress est utile aux chevaux à l'état sauvage pour assurer leur survie, les conditions de vie imposées par l'être humain au cheval domestique sont souvent génératrices de stress inutile, de par leur différence importante avec le rythme et les habitudes de vie du cheval en milieu naturel, dans des situations telles que le transport, la compétition, ou autres conditions de vie inadaptées aux impératifs de l'espèce. Comme chez d'autres espèces de mammifères, du stress peut être provoqué chez un cheval en raison de surmenage, de peur, d'angoisse, ou encore d'ennui et de solitude. Les chevaux y sont diversement sensibles, notamment en fonction de leur hérédité et de leurs expériences passées.
Le stress social augmente la production de cortisol chez les chevaux.
Le massage (une forme d'acupression) a fait l'objet d'une étude préliminaire sur dix chevaux et poneys de selle, publiée en  2004 : il semble efficace pour réduire le stress chez les chevaux.

## Situations induisant du stress
Il existe de nombreuses sources de stress connues chez le cheval, dont l'isolement social, les transports, et les milieux inconnus. Les chevaux de concours y sont tout particulièrement exposés, en raison de changements fréquents d'environnement et de longs transports.

### Transport
Le stress provoqué par les longs transports en camion est bien connu pour être pathogène chez les chevaux, en particulier sur le plan respiratoire.
L'absence d'abreuvement en camion provoque un stress important. La durée recommandée pour éviter le stress est de moins de six heures. Les chevaux transportés et privés d'eau pendant plus de 24 heures rencontrent des complications de santé sévères.

### Exercice sportif
Les chevaux d'endurance présentent, même au repos, un niveau de stress oxydant plus élevé que les trotteurs ; en revanche une course de 80 km ne semble pas induire de stress oxydant supplémentaire.

### Isolement
Le cheval étant un animal social, la vie solitaire en box provoque souvent de l'ennui, et dans certains cas une expression par des vices d'écurie.

### Reproduction
A l'état sauvage, les étalons sont stressés durant la saison de reproduction, car d'autres étalons convoitent les juments de leur harem. Chez l'étalon domestique, ce stress est plutôt lié au nombre de juments avec lesquelles la reproduction est imposée.

## Stress oxydant
Le stress oxydant pourrait avoir un effet sur la fertilité des étalons et la qualité de leur sperme. Il est plus important lors d'exercices réalisés sous des températures chaudes et humides, que sous des températures froides et sèches. Il semble que l'ingestion d'antioxydants permette de le prévenir, chez le cheval comme chez tous les grands animaux de ferme.